# La Provincia (Chile)
La Provincia es un periódico chileno, de carácter local, editado en la ciudad de Ovalle, capital de la Provincia de Limarí, en la Región de Coquimbo. Durante más de 50 años era publicado de manera diaria, informando a toda la comunidad ovallina acerca de los acontecimientos más importantes de la comuna, así como de las informaciones regionales, nacionales e internacionales. Desde abril de 2009, La Provincia es editado de manera semanal.

## Diario
El diario La Provincia fue fundado por el Partido Radical en la ciudad de Ovalle el 15 de agosto de 1936, siendo su primer director Manuel Gandarillas. A lo largo de su historia, el matutino publicó diversas noticias acontecidas tanto en Chile como en el resto del mundo. Entre 1939 y 1945 publicó abundante información acerca del desarrollo de la Segunda Guerra Mundial. En 1949 el diario fue adquirido por la firma Yagnam y Cía., designando a Heraclio Gómez como su director.
Tras el golpe de Estado del 11 de septiembre de 1973, el periódico dejó de publicarse hasta el 22 de octubre de 1973 Luis Méndez Mella  era el director propietario desde la década del 50  y al año siguiente la dirección del periódico fue asumida por Juan Carlos Araya Cortés, quien se mantuvo en dicho cargo hasta su muerte en un accidente automovilístico el 24 de junio de 1986. En su reemplazo asumió el cargo, hasta octubre del 1989 el periodista y escritor Mario Banic Illanes. Su último director, hasta la fecha del cierre, fue el periodista Juan Guillermo Morales.
Dejó de publicarse el día 29 de abril de 1990, dejando atrás más de 50 años de historia periodística en la Provincia de Limarí. Sin embargo, tras la desaparición de La Provincia, Ovalle siguió contando con medios de prensa escrita local, tales como El Ovallino y El Día (el cual se instaló en Ovalle en abril de 1995).

## Semanario
El 13 de abril de 2009 La Provincia fue refundada, esta vez como un semanario que circula los días lunes. Su nuevo creador y propietario es el empresario ovallino Pedro Yagnam, mientras que su actual director es Marco Antonio Sulantay.
Desde julio de 2009, La Provincia posee su propio sitio en Internet, en el cual se puede leer la edición actual del semanario. Dejó de publicarse en 2010.